# Пречистівка
Пречи́стівка — село Вугледарської міської громади Волноваського району Донецької області України. Населення становить 563 осіб.

## Географія
Село розташоване за 43 км до районного центру та 42 км від міста Мар'їнка і проходить автошляхом місцевого значення.
Землі села межують із територією села Золота Нива Волноваського району Донецької області.
Протяжність села від першого до останнього будинку становить 2,39 км. Пречистівка тягнеться вздовж річки Кашлагач, яка в останнє десятиліття пересихає.

## Історія
17 липня 2020 року, в результаті адміністративно-територіальної реформи та ліквідації Мар'їнського району, село увійшло до складу Волноваського району, а Новоукраїнська сільська рада об'єднана з Вугледарською міською громадою.
Пречистівка — одне з 40 казенних поселень які були засновані державними селянами, українськими козаками, міщанами й військовими поселенцями з Чернігівської, Харківської й Полтавської губерній та західними однодворцями (у переважній більшості з Київської губернії) у першій половині 40-х роках ХІХ ст. на сході Олександрівського повіту Катеринославської губернії (на сьогодні це частина території сучасної Донецької області)

## Населення
За даними перепису 2001 року населення села становило 898 осіб, із них 83,52 % зазначили рідною мову українську, 16,04 % — російську та 0,22 % — білоруську мову.

## Пам'ятка
10 жовтня 1938 року в околицях хутора Жовтневий, у районі села Пречистівка впав метеорит Жовтневий.
В центрі села знаходиться братська могила радянських воїнів Південного фронту та пам'ятник односельчанам, які загинули під час Другої світової війни.

## Інфраструктура
В селі є загальноосвітня школа Ι—ΙΙ ступенів (навчання до 9-го класу), клуб імені Орджонікідзе, у якому у свята проводяться концерти та вечори танців. 

## Відомі особи
- Волков Дмитро Володимирович — герой АТО, загинув на Луганщині.
- 13 липня 2022 року біля села Пречистівка, під час виконання бойового завдання, загинули троє льотчиків український екіпаж вертольота Мі-8 16-ї окремої бригади армійської авіації «Броди»: командир екіпажу майор Євген Копотун, льотчик-оператор старший лейтенант Назарій Кріль та бортовий технік капітан Богдан Лозовий[5].